# Bouatou Coulibaly
Pas d'image ? Cliquez ici

a Compétitions nationales et continentales officielles uniquement.

b Matchs officiels uniquement.
Bouatou Coulibaly, né le 10 mai 1980, est un joueur de rugby à XIII dans les années 1990, 2000 et 2010. Il occupe le poste de Pilier ou de deuxième ligne.
Au cours de sa carrière en rugby à XIII, Il intègre de la club de la région parisienne de Corbeil et rejoint en 1999 avec son coéquipier Fourcade Abasse le club de Saint-Gaudens. Avec ce dernier, il remporte le Championnat de France en 2004.
Fort de ses performances en club, il est sélectionné à deux reprises entre 2004 en équipe de France lui permettant de prendre part à la Coupe d'Europe 2004.

## Palmarès
- Collectif :
  - Vainqueur du Championnat de France : 2004 (Saint-Gaudens).
  - Finaliste du Championnat de France : 2003 (Saint-Gaudens).

### Détails en sélection
| 1. | 16 octobre 2004 | Russie | 58-10 | Coupe d'Europe | Remplaçant | - | - | - | - |
| 2. | 30 octobre 2004 | Écosse | 2-42  | Coupe d'Europe | Remplaçant | - | - | - | - |